# Dongying
Dongying é uma cidade da província de Xantum, na China. Localiza-se na margem sul do Rio Amarelo. Tem cerca de 816 mil habitantes. Existe desde pelo menos o século VI a.C.